# Guillaume-Antoine Olivier
Guillaume-Antoine Olivier (Les Arcs-sur-Argens, 19 de janeiro de 1756 — Lyon, 1 de outubro de 1814) foi um entomologista e naturalista francês.

## Vida
Olivier estudou medicina em Montpellier, onde se tornou um bom amigo de Pierre Marie Auguste Broussonet. Com Jean Guillaume Bruguière e Jean-Baptiste Lamarck, colaborou na criação do Journal d'Histoire Naturelle (1792). Posteriormente, ele serviu como naturalista em uma jornada científica de 6 anos que o levou à Ásia Menor, Pérsia, Egito, Chipre e Corfu. 

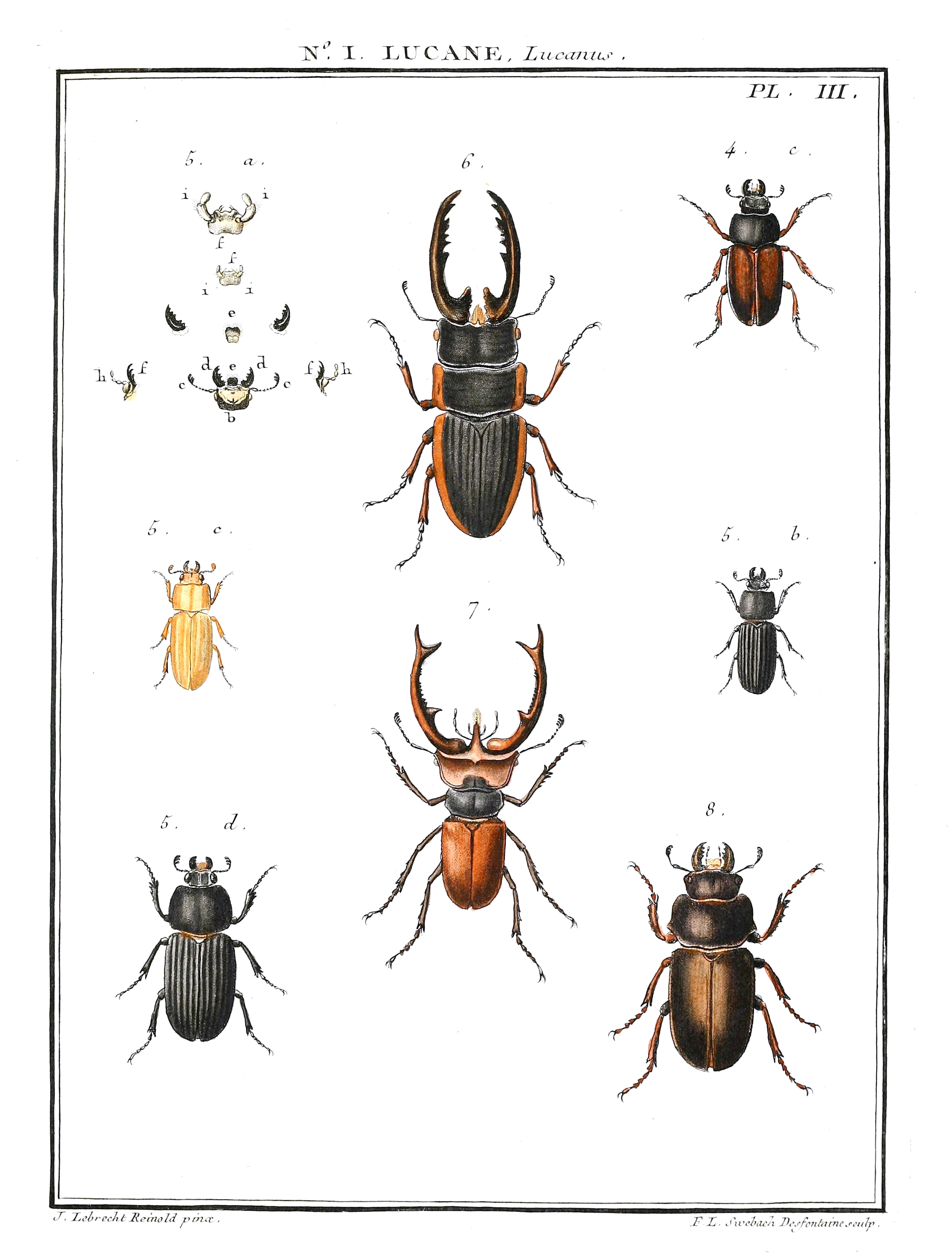
Uma placa de Entomologie, ou histoire naturelle des Insectes, 1808

Ele retornou à França em 1798 com uma grande coleção de espécimes de história natural de suas viagens. Mais tarde, ele foi associado à École nationale vétérinaire d'Alfort, onde em 1811, foi nomeado professor de zoologia. Olivier era um amigo próximo de Johan Christian Fabricius e patrono de Pierre André Latreille.
Embora principalmente um entomologista, Olivier também trabalhou no campo científico da herpetologia, descrevendo várias novas espécies de lagartos asiáticos. Ele também descreveu algumas espécies de plantas, incluindo Prunus arabica e Quercus libani.

## Trabalhos
Olivier foi o autor de Coléoptères Paris Baudouin 1789-1808 (11 edições), Entomologie, ou histoire naturelle des Insectes (1808) e Le Voyage dans l'Empire Othoman, l'Égypte et la Perse (1807). Ele foi um colaborador da Encyclopédie Méthodique